# Катамадзе, Фадиме Хасановна
Фадиме Хасановна Катамадзе, другой вариант имени — Фадима (1926 год, село Хуцубани, Кобулетский район, Аджарская АССР, Грузинская ССР — 1995 год, село Хуцубани, Кобулетский муниципалитет, Грузия) — колхозница колхоза имени Сталина Хуцубанского сельсовета Кобулетского района, Грузинская ССР. Герой Социалистического Труда (1949).

## Биография
Родилась в 1926 году в крестьянской семье в селе Хуцубани. После окончания восьми классов местной неполной средней школы с начала 1940-х годов трудилась в чаеводческом звене Айши Кезетовны Джиджавадзе в колхозе имени Сталина Кобулетского района.
В 1948 году собрала 6288 килограмм сортового зелёного чайного листа на участке площадью 0,5 гектара. Указом Президиума Верховного Совета СССР от 29 августа 1949 года удостоена звания Героя Социалистического Труда за «получение высоких урожаев сортового зелёного чайного листа и цитрусовых плодов в 1948 году» с вручением ордена Ленина и золотой медали «Серп и Молот» (№ 4647).
Этим же Указом званием Героя Социалистического Труда были также награждены труженицы колхоза имени Сталина Кобулетского района колхозницы Фериде Сулеймановна Давитадзе, Аиша Мемедовна Джиджавадзе, Тунтула Хусаиновна Моцкобили, Хурие Ахмедовна Бабуладзе, Гули Хусаиновна Джиджавадзе и Гули Алиевна Шакаришвили.
За выдающиеся трудовые достижения по итогам 1949 года была награждена вторым Орденом Ленина.
Проживала в родном селе Хуцубани. Умерла в 1995 году.